# Salwa Katrib
Salwa Al Katrib (em árabe سلوى القطريب) ou Salwa Katrib, Salwa Al Qatrib (Trípoli, Líbano em 17 de setembro de 1953 – 4 de março de 2009) era uma Cantora libanesa mais conhecida por seus papéis em Emerald Princess e Mountain Girl (Bent Al Jabal). Ela era a esposa de Nahi Lahoud e da mãe da atriz e cantora libanesa aspirante Aline Lahoud. Ela gostava mais de sua fama no círculo teatral no Líbano e no Mundo árabe a partir de 1974 até 2005, e morreu de Hemorragia cerebral em 2009.

## Trabalhos

### Teatro
- Singof Singof: 1974
- Bint El Jabal: 1977
- Amira Zomrod : 1978
- Ismal bi Albi: 1978
- Oxygene: 1979
- Yasmine: 1980
- Superstar: 1982
- Hikayat Amal: 1983
- Helm Thalett: 1985
- Bint El Jabal: 1988 (remake)
- Yasmine: 1998 (remake)

### Televisão
- Alwane: 1975 (Tele Liban with Riad Charara)
- Layali Sheherazade: 1979 (Tele Liban with Georges Chalhoub)
- Salwa Show 1: 1984 (Tele Liban with Ghassan Saliba)
- Independence Day: 1984 (Tele Liban with Raymonde Anghelopoulo)
- Salwa show 2: 1985 (Tele Liban with Ferial Karim)
- Studio 86: 1986 (Jordan TV)
- Women in the Independence: 1994 (LBC)
- The Eyes of Christmas: 1996 (Tele Liban)
- Jerash Festival: 1987 (Jordanian Television with Abdo Yaghi & Alain Merheb)
- Byblos Festival: 1987 1992-1998 (LBC)
- Sahrate Charqiah: 1988 (LBC)
- Tyr Festival: 1991 (Mashrek TV with Nadim Berberi)
- Special Evening: 1993 (Tele Liban with Romeo Lahoud)
- Sahra Gheir Chikil: 1993 (Tle Liban)
- Doyouf El Sabett: 1985 (LBC with Simon Asmar)
- Al Leyl il maftouhh: 1997 (Futur TV)
- Maestro: 2005 (NTV with Aline Lahoud & Nichan)
- Sini aan sini: 1997 (MTV with Hyam Abouchedid)
- Army Day: 2001 (LBC with Maggy Aoun)

### Prêmios e Condecorações
- Prix Said Akl: 1976
- Key of Alger: 1984
- Jerash Art Appreciation: 1987
- Award of Appreciation LA: 1989
- Scoop d'Or: 1987
- Gold Medal Independence: 1991
- Gold Eagle of Arab Song: 1996
- Gold Medal of the Army: 2001
- Murex d'Or: 2005
- Medaille d'or du merite libanais: 2009
- Murex d'or: 2009
- Award of Appreciation from Amchit Municipality (2009)
- Award of Appreciation from Balamand University (2010)
- Award of Appreciation from Arts & Music Institute (2011)
- Award of Appreciation from Saint-Coeurs College (2011)